# Hoot Mon!
Hoots Mon! è un cortometraggio muto del 1919, diretto e prodotto da Hal Roach con Stan Laurel. 
Rappresenta il tredicesimo film girato dall'attore Stan Laurel dopo il cortometraggio Hustling for Health girato sempre nel 1919.
Il cortometraggio fu pubblicato il 1º marzo 1919.

## Cast
- Bunny Bixby
- Harry Clifton
- Stan Laurel
- Caroline Fowler
- Wallace Howe
- Bud Jamison
- Marie Joslyn
- Jerome Laplauch
- Gus Leonard
- Belle Mitchell
- Marie Mosquini
- James Parrott
- William Petterson
- Lillian Rothchild
- Emmy Wallace
- Dorothea Wolbert
- Noah Young